# Poziciona plagiocefalija
Poziciona (nesinostotska) plagiocefalija ili deformaciona plagiocefalija jedna je od najčešćih deformacija lobanje izazvana dugim položajem ploda u materici ili nepravilnom spavanjem novorođenčeta, u kojoj su kosti lobanje nenormalno oblikovane. Za razliku od sinostotske plagiocefalije u kojoj dolazi do preranog srašćivanja kranijalnih šavova, kod nesinostotske plagiocefalije svi kranijalni šavovi su otvoreni.

## Etiopatogeneza
Nesinostotska ili deformacijska plagiocefalija (DP) ili ulegnuća glave, višeslojni je deformitet kranijuma koji se kod dece javlja:
- Prenatalno — u majčinom uterusu (vezano za prostor, češća kod blizanaca, trojki itd)
- Postnatalno — na potiljku i bočnim stranama glave, kao posledica nepravilnog spavanja. Ona je sve češči problem u svakodnevnoj praksi, kod novorođenčadi starosti od dva do tri meseca.[тражи се извор] Ovaj deformitet, izaziva spavanje na leđima kada se bebina glava oslanja na ravnu površinu. Kao jedan od njegovih uzroka, navodi se i problem sa vratnim mišićima, odnosno njihova prenapregnutost. Ulegnuta područja na nastaju usled pritisaka na bebinu lobanju.

Lobanja raste u pravcu najmanjeg otpora, sobzirom da tokom ležanja sa glavom na potiljku ne može da naraste u tom području, i ako se ne preduzimaju intervencije u prva 4 meseca života, doći će do deformacije lobanje, Jednom kada novorođenče uspe samostalno da podigne glavu i prevrne se, ovo redukuje pritisak na potiljak i stanje se poboljšava. 
Razlika između kraniosinostoze i deformacione plagiocefalije
Glavne razlike između promena koje zavise od položaja i kraniosinostoze su u tome što se kranijalna deformacija kod kraniosinostoze sa starenjem deteta pogoršava i nosi povećan rizik od povišenog pritiska u lobanji, dok je deformaciona plagiocefalija ograničena na određeni period i ne predstavlja povišen rizik za povišene pritisak u lobanji.

## Dijagnoza
Kod postavljanja dijagnoze i određivanja terapije neophodno je prvo inicijalno svrstati plagiocefaliju u: prednju ili zadnju, odnosno sinostotsku i nesinostotsku (položajnu) plagiocefalije.
Poziciona plagiocefalija je deformacija glave obično kod dece do jedne godine starosti. Postavljanje dijagnoze pretežno je kliničko, ali je i radiološko ispitivanje važno za potvrđivanje vrste deformiteta i kao pomoć pre hirurškog planiranja načina lečenja.

## Terapija
U većini slučajeva pozicionoj plagiocefalije nije potreban tretman da bi se postigao normalan oblik glave, jer će se lobanja vremenom pravilno formirati. Preporučuje se da se rolana ćebeta ili peškir stavi iza leđa i tako novorođenče pozicionira na bočnu stranu kako bi se glava postavila na bočnu stranu.

## Spoljašnje veze
- Positional Plagiocephaly — www.drderderian.com (језик: енглески)

|  | Molimo Vas, obratite pažnju na važno upozorenje u vezi sa temama iz oblasti medicine (zdravlja). |